# Groupe de NGC 4725
Le groupe de NGC 4725 comprend au moins 16 galaxies situées dans la constellations de la Chevelure de Bérénice.

## Distance du groupe de NGC 4725
Les galaxies du groupe de NGC 4725 sont  relativement rapprochées du Groupe local et on obtient, sauf pour une galaxie (NGC 4448) des distances des mesures indépendantes du décalage inférieures aux distances de Hubble. Cela est dû à leur mouvement propre dans le groupe où l'amas où elles sont situées.
La distance de Hubble moyenne est égale à (18,4 ± 3,4 Mpc (∼60 millions d'al) et celle des mesures indépendantes est de  (13,5 ± 4,1 Mpc (∼44 millions d'al). Selon ces deux résultats, on doit conclure que ce groupe se dirige en direction opposée de la Voie lactée à une vitesse propre non négligeable par rapport à celle produite par l'expansion de l'Univers.

## Membres
Le tableau ci-dessous liste les 16 galaxies qui sont indiquées dans l'article d'Abraham Mahtessian publié en 1998.
| Nom      | Classification | Type                  | α (J2000.0)   | δ (J2000.0) | Vitesse radiale (km/s) | Magnitude apparente | Distance (Mpc) | Diamètre (kal) | D (Mpc)     |
| -------- | -------------- | --------------------- | ------------- | ----------- | ---------------------- | ------------------- | -------------- | -------------- | ----------- |
| NGC 4245 | SB0/a?(r)      | Lenticulaire          | 12h 17m 36.8s | 29° 36′ 29″ | 869 ± 2                | 11,4                | 17,0 ± 1,2     | 47             | 14,2 ± 4,0  |
| NGC 4251 | SB0?           | Lenticulaire          | 12h 18m 08.2s | 28° 10′ 31″ | 1066 ± 5               | 10,7                | 20,0 ± 1,4     | 56             | 14,7 ± 4,2  |
| NGC 4274 | (R)SB(r)ab     | Spirale barrée        | 12h 19m 50.6s | 29° 36′ 52″ | 930 ± 7                | 10,4                | 17,9 ± 1,3     | 99             | 13,9 ± 4,3  |
| NGC 4278 | E1-2           | Elliptique            | 12h 20m 06.8s | 29° 16′ 51″ | 620 ± 5                | 10,2                | 13,4 ± 1,0     | 67             | 16,9 ± 5,9  |
| NGC 4283 | E0             | Elliptique            | 12h 20m 20.8s | 29° 18′ 39″ | 1056 ± 5               | 12,1                | 19,8 ± 1,4     | 21             | 16,3 ± 5,3  |
| NGC 4308 | E?             | Elliptique naine      | 12h 21m 56.8s | 30° 04′ 28″ | 636 ± 2                | 13,4                | 13,5 ± 1,0     | 8,6            | 9,70 ± ?A   |
| NGC 4310 | (R')SAB(r)0+?  | Lenticulaire          | 12h 22m 26.3s | 29° 12′ 33″ | 918 ± 4                | 12,2                | 17,7 ± 1,3     | 21             | 9,70 ± ?A   |
| NGC 4314 | SB(rs)a        | Spirale barrée        | 12h 22m 31.8s | 29° 53′ 45″ | 963 ± 5                | 10,6                | 18,4 ± 1,0     | 54             | 9,70 ± ?A   |
| NGC 4393 | SABd           | Spirale intermédiaire | 12h 25m 51.2s | 27° 33′ 42″ | 751 ± 3                | 12,7                | 15,3 ± 1,1     | 39             | 11,7 ± 1,7  |
| NGC 4448 | SB(r)ab        | Spirale barrée        | 12h 28m 15.4s | 28° 37′ 13″ | 658 ± 3                | 11,1                | 13,9 ± 1,0     | 86             | 22,6 ± 10,6 |
| NGC 4494 | E1-2           | Elliptique            | 12h 31m 24.1s | 25° 46′ 31″ | 1342 ± 5               | 9,8                 | 24,1 ± 1,4     | 61             | 13,6 ± 3,1  |
| NGC 4559 | SAB(rs)cd      | Spirale intermédiaire | 12h 35m 57.6s | 27° 57′ 36″ | 814 ± 1                | 10,0                | 16,1 ± 1,2     | 93             | 7,75 ± 2,67 |
| NGC 4565 | SA(s)b?        | Spirale               | 12h 36m 20.8s | 25° 59′ 16″ | 1282 ± 1               | 9,6                 | 23,2 ± 1,7     | 176            | 11,7 ± 4,1  |
| NGC 4670 | SB0/a(s) pec?  | Lenticulaire          | 12h 45m 17.1s | 27° 07′ 31″ | 1088 ± 4               | 12,7                | 20,2 ± 1,4     | 27             | 17,7 ± 4,6  |
| NGC 4725 | SAB(r)ab pec   | Spirale intermédiaire | 12h 50m 26.6s | 25° 30′ 03″ | 1209 ± 1               | 9,4                 | 22,0 ± 1,6     | 149            | 13,1 ± 2,8  |
| NGC 4747 | SBcd pec       | Spirale barrée        | 12h 51m 45.9s | 25° 46′ 37″ | 1190 ± 1               | 12,4                | 21,7 ± 1,6     | 33             | 9,78 ± 2,09 |

- A Trois mesures ou moins.

Le site DeepskyLog permet de trouver aisément les constellations des galaxies mentionnées dans ce tableau ou si elles ne s'y trouvent pas, l'outil du site constellation permet de le faire à l'aide des coordonnées de la galaxie. Sauf indication contraire, les données proviennent du site NASA/IPAC.